# تجمع أرشز

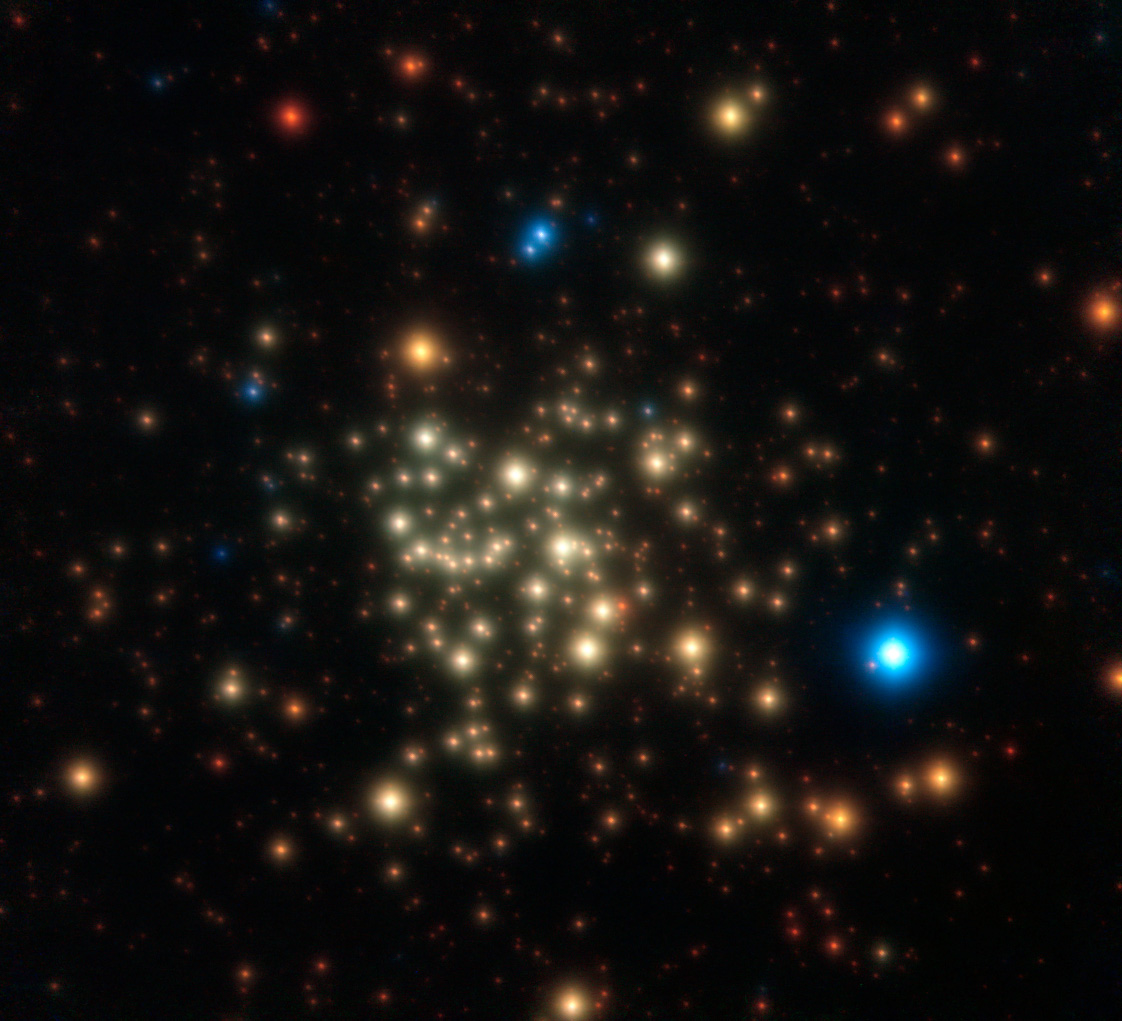
صورة تجمع أرشز التقطها التلسكوب العظيم.

تجمع أرشز أو تجمع نجمي أرشز في الفلك (بالإنجليزية:Arches Cluster) هو أكثف تجمع نجمي معروف ويقع في مجرتنا مجرة درب التبانة على بعد نحو 100 سنة ضوئية من مركز المجرة ويوجد في كوكبة الرامي. يبعد التجمع النجمي عنا نحو 25.000 سنة ضوئية.
ونظرا لامتصاص الضوء المرئي في الغبار المحيط بذلك التجمع مما يصعب التصوير الفلكي للضوء فتستخدم وسائل أخرى لرصده وهي تتضمن تصوير الأشعة السينية الصادرة منه بواسطة الأقمار الصناعية وقياس أشعته تحت الحمراء وكذلك تسجيل أشعته الراديوية بالمراصد الراديوية.
يقدر نصف قطر التجمع بنحو 1 سنة ضوئية ويتكون التجمع من نحو 150 نجم ناشئ شديدة السخونة ومعظمهم ذو كتلة أكبر كثيرا من كتلة الشمس.
ونظرا لكبر كتلة تلك النجوم الضخمة فهي لا تعمر إلا عدة ملايين السنين تستهلك خلاله ما لدى النجم من وقود الهيدروجين بسبب معدل الاندماج النووي العالي وشدة ضيائه البالغة.
كما يحتوي التجمع على غاز ساخن ناتج عن موجات تصادمية بسبب تصادم رياح نجمية كثيفة وسريعة خارجة من تلك النجوم البالغة الكتلة.
يقدر عمر هذه المجموعة النجمية بحوالي مليونين ونصف المليون سنة. تضم مجموعة Quintuplet Cluster عددًا من العمالقة الفائقة الساخنة بالإضافة إلى عملاق فائق وثلاثة متغير أزرق مضيء.

## أبحاث

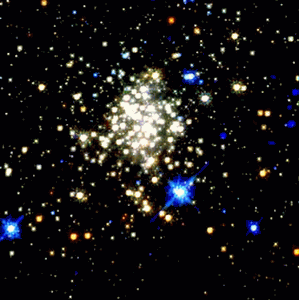
صورة للأشعة تحت الحمراء الصادرة من التجمع أرشز.(الألوان اختيارية).

تفترض ابحاث العالم الفلكي دونالد فيجر من معهد روشستر التكنولوجي أن كتلة 150 ضعف كتلة شمسية تمثل الحد الأقصى للنجوم المعاصرة. (يمكن تواجد نجوم أكبر من ذلك في الماضي السحيق حينما كان الكون في بداية نشأته وكان الزمكان أصغر من حالته الآن (اقرأ الانفجار العظيم).
قام دونالد فيجر برصد نحو ألف من النجوم في تجمع أرشز بواسطة تلسكوب هابل الفضائي ولم يجد نجوما ذات كتلة تتعدى 150 كتلة شمسية.

## وصلات خارجية
- Spektrum: Arches-Sternhaufen
- Chandra: Arches Cluster: Star Factory Near Galactic Center Bathed In High-Energy X-Rays